# Анкалаев, Магомед Алибулатович
Магоме́д Алибула́тович Анкала́ев (род. 2 июня, 1992 год, село Телетль, Шамильский район, Дагестан, Россия) — российский боец смешанных единоборств, представитель полутяжёлой весовой категории. Выступает на профессиональном уровне с 2014 года. Экс-чемпион WFCA в полутяжёлом весе, действующий чемпион UFC в полутяжёлом весе, пятый чемпион UFC из России. Занимает 7 строчку официального рейтинга UFC среди лучших бойцов независимо от весовой категории (англ. pound-for-pound).

## Биография
Магомед Анкалаев родился 2 июня 1992 года в селе Телетль Шамильского района Республики Дагестан, Россия. По национальности аварец.

### Любительская карьера
Во время учёбы на факультете физической культуры и спорта Дагестанского государственного педагогического университета в течение года занимался греко-римской борьбой, затем перешёл в боевое самбо, в котором удостоился звания мастера спорта.
Впоследствии начал выступать в ММА на любительском уровне — решил попробовать себя в этом виде спорта, поскольку он во многом похож на боевое самбо. Становился чемпионом России и мира по ММА среди любителей, Союзом ММА России был признан лучшим бойцом 2015 года. За выдающиеся достижения удостоен почётного звания «Мастер спорта России международного класса» по смешанным боевым единоборствам.
Проходил подготовку в махачкалинском клубе «Горец» под руководством тренеров Шамиля Алибатырова и Сухраба Магомедова.

### Начало профессиональной карьеры
Дебютировал в смешанных единоборствах на профессиональном уровне в январе 2014 года на турнире харьковского промоушена Oplot Challenge, выиграл у своего соперника Василия Бабича решением большинства судей.
В период 2016—2017 годов выступал в крупной чеченской организации World Fighting Championship Akhmat, где в общей сложности одержал пять побед, в том числе завоевал вакантный титул чемпиона в полутяжёлой весовой категории, выиграв техническим нокаутом у достаточно сильного соотечественника Максима Гришина, и защитил полученный чемпионский пояс, отправив в нокаут бразильца Вагнера Праду.

### Ultimate Fighting Championship
Имея в послужном списке десять побед без единого поражения, Анкалаев привлёк к себе внимание крупнейшей бойцовской организации мира Ultimate Fighting Championship и в октябре 2017 года подписал с ней долгосрочный контракт. Дебютировал в октагоне UFC в марте 2018 года на турнире в Лондоне в поединке с шотландцем Полом Крейгом — доминировал над своим соперником на протяжении всего боя, был лучше в стойке и в партере, однако в концовке третьего раунда попался в «треугольник» и буквально за секунду до окончания боя сдался, потерпев тем самым первое в профессиональной карьере поражение.
В сентябре 2018 года на турнире в Москве отправил в нокаут поляка Марцина Прахнё, заработав при этом бонус за лучшее выступление вечера.
На февраль 2019 года планировался бой против серба Дарко Стошича на турнире в Чехии, однако соперник выбыл из-за травмы и в конечном счёте был заменён новичком организации Клидсоном Абреу из Бразилии. Противостояние между ними продлилось все отведённые три раунда, по итогам которых все трое судей отдали победу Анкалаеву.
29 февраля 2020 года в рамках шоу UFC Fight Night 169 Анкалаев встретился в октагоне с Ионой Куцелабой. Магомед уверенно начал бой, и уже на 38-й секунде судьи были вынуждены его остановить, чтобы зафиксировать победу Анкалаева техническим нокаутом. Эта победа стала одной из самых скандальных в карьере Анкалаева, поскольку рефери принял решение об остановке боя без явных на то причин, чем вызвал ярость Куцелабы, который был готов продолжать бой.
24 октября 2020 состоялся реванш с Ионом Куцелабой на UFC 254. Анкалаев вновь досрочно финишировал соперника в концовке первого раунда и одержал пятую победу подряд.

### Чемпион UFC в полутяжёлом весе
9 марта 2025 года на UFC 313 в Лас-Вегасе встретился с чемпионом полутяжёлого веса бразильцем Алексом Перейрой, который с рекордом 12-2 и на серии из пяти побед кряду выходил на четвертую защиту своего пояса. Анкалаев победил единогласным решением судей и стал пятым чемпионом UFC из России после Олега Тактарова, Хабиба Нурмагомедова, Петра Яна и Ислама Махачева. 

## Титулы и достижения

### Смешанные единоборства
Ultimate Fighting Championship
- Чемпион UFC в полутяжёлом весе (1 раз, действующий);
  - Бонус за «Выступление вечера» (4 раза) против: Марчина Прахнио, Далчи Лунгиамбулы, Иона Куцелабы и Джонни Уокера[16][17][18];
    - Вторая по продолжительности победная серия в истории полутяжёлого веса UFC (9)[19].

World Fighting Championship Akhmat
- Чемпион WFCA в полутяжёлом весе (один раз);
  - Одна успешная защита титула.

Всемирный любительский союза ММА
- Чемпион мира по ММА среди любителей.

### Личные достижения
- Орден «За заслуги перед Республикой Дагестан» (2025)[20].

## Статистика в профессиональном ММА
| Боёв 24         | Побед 21 | Поражений 1 |
| --------------- | -------- | ----------- |
| Нокаутом        | 10       | 0           |
| Сдачей          | 0        | 1           |
| Решением        | 11       | 0           |
| Ничьи           | 1        | 1           |
| Не состоявшихся | 1        | 1           |

| Результат    | Рекорд     | Соперник               | Способ                             | Турнир                                   | Дата             | Раунд | Время | Место                          | Примечание                                                                    |
| ------------ | ---------- | ---------------------- | ---------------------------------- | ---------------------------------------- | ---------------- | ----- | ----- | ------------------------------ | ----------------------------------------------------------------------------- |
| Победа       | 21-1-1 (1) | Алекс Перейра          | Единогласное решение               | UFC 313                                  | 9 марта 2025     | 5     | 5:00  | Лас-Вегас, Невада, США         | Завоевал пояс чемпиона UFC в полутяжелом весе                                 |
| Победа       | 20-1-1 (1) | Александр Ракич        | Единогласное решение               | UFC 308                                  | 26 октября 2024  | 3     | 5:00  | Абу-Даби, ОАЭ                  |                                                                               |
| Победа       | 19-1-1 (1) | Джонни Уокер           | Нокаут (удары)                     | UFC Fight Night: Анкалаев vs. Уокер 2    | 14 января 2024   | 2     | 2:17  | Лас-Вегас, Невада, США         | «Выступление вечера» (4)                                                      |
| Не состоялся | 18-1-1 (1) | Джонни Уокер           | Признан несостоявшимся             | UFC 294                                  | 21 октября 2023  | 1     | 3:13  | Абу-Даби, ОАЭ                  | Врач остановил поединок после нелегального удара коленом Анкалаева            |
| Ничья        | 18-1-1     | Ян Блахович            | Ничья (раздельное решение)         | UFC 282                                  | 10 декабря 2022  | 5     | 5:00  | Лас-Вегас, Невада, США         | Бой за вакантный пояс чемпиона UFC в полутяжёлом весе                         |
| Победа       | 18-1       | Энтони Смит            | Технический нокаут (удары руками)  | UFC 277                                  | 30 июля 2022     | 2     | 3:09  | Даллас, Техас, США             |                                                                               |
| Победа       | 17-1       | Тиагу Сантус           | Единогласное решение               | UFC Fight Night: Сантус vs. Анкалаев     | 12 марта 2022    | 5     | 5:00  | Лас-Вегас, Невада, США         |                                                                               |
| Победа       | 16-1       | Волкан Оздемир         | Единогласное решение               | UFC 267                                  | 30 октября 2021  | 3     | 5:00  | Абу-Даби, ОАЭ                  |                                                                               |
| Победа       | 15-1       | Никита Крылов          | Единогласное решение               | UFC Fight Night: Розенстрайк vs. Ган     | 27 февраля 2021  | 3     | 5:00  | Лас-Вегас, Невада, США         |                                                                               |
| Победа       | 14-1       | Ион Куцелаба           | Нокаут (удары)                     | UFC 254                                  | 24 октября 2020  | 1     | 4:19  | Абу-Даби, ОАЭ                  | «Выступление вечера» (3)                                                      |
| Победа       | 13-1       | Ион Куцелаба           | Технический нокаут (удары)         | UFC Fight Night: Бенавидес vs. Фигейреду | 29 февраля 2020  | 1     | 0:38  | Норфолк, Виргиния, США         |                                                                               |
| Победа       | 12-1       | Далча Лунгиамбула      | Нокаут (удар)                      | UFC Fight Night: Забит vs. Каттар        | 9 ноября 2019    | 3     | 0:29  | Москва, Россия                 | «Выступление вечера» (2)                                                      |
| Победа       | 11-1       | Клидсон Абреу          | Единогласное решение               | UFC Fight Night: Блахович vs. Сантус     | 23 февраля 2019  | 3     | 5:00  | Прага, Чехия                   | Бой в промежуточном весе 94,8 кг; Абреу не уложился в лимит весовой категории |
| Победа       | 10-1       | Марчин Прахнио         | Нокаут (удар ногой в голову)       | UFC Fight Night: Хант vs. Олейник        | 15 сентября 2018 | 1     | 3:09  | Москва, Россия                 | «Выступление вечера» (1)                                                      |
| Поражение    | 9-1        | Пол Крейг              | Удушающий приём (треугольник)      | UFC Fight Night: Werdum vs. Volkov       | 17 марта 2018    | 3     | 4:59  | Лондон, Англия, Великобритания | Дебют в UFC                                                                   |
| Победа       | 9-0        | Селсу Рикарду да Силва | Технический нокаут (удары локтями) | WFCA 43                                  | 4 октября 2017   | 1     | 1:11  | Грозный, Россия                |                                                                               |
| Победа       | 8-0        | Вагнер Праду           | Нокаут (удары)                     | WFCA 38                                  | 21 июня 2017     | 1     | 3:33  | Грозный, Россия                | Защитил (1) пояс чемпиона WFCA в полутяжёлом весе                             |
| Победа       | 7-0        | Максим Гришин          | Технический нокаут (удары)         | WFCA 30                                  | 4 октября 2016   | 4     | 1:13  | Грозный, Россия                | Завоевал вакантный пояс чемпиона WCFA в полутяжёлом весе                      |
| Победа       | 6-0        | Артур Астахов          | Единогласное решение               | WFCA 23                                  | 11 июня 2016     | 3     | 5:00  | Грозный, Россия                |                                                                               |
| Победа       | 5-0        | Ллойд Маршбэнкс        | Технический нокаут (удары)         | WFCA 18                                  | 9 апреля 2016    | 1     | 0:15  | Грозный, Россия                |                                                                               |
| Победа       | 4-0        | Надир Булхадаров       | Нокаут (удары)                     | Суперкубок России 2015                   | 5 декабря 2015   | 1     | 4:45  | Челябинск, Россия              |                                                                               |
| Победа       | 3-0        | Довлетджан Ягшимурадов | Единогласное решение               | Oplot Challenge 103                      | 18 октября 2014  | 3     | 5:00  | Москва, Россия                 |                                                                               |
| Победа       | 2-0        | Страхиня Денич         | Единогласное решение               | Tesla Fighting Championship 4            | 14 июня 2014     | 3     | 5:00  | Панчево, Сербия                |                                                                               |
| Победа       | 1-0        | Василий Бабич          | Решение большинства                | Oplot Challenge 96                       | 18 января 2014   | 3     | 5:00  | Харьков, Украина               | Дебют в полутяжёлом весе ММА                                                  |